# Adolphe de Neuenahr
Pour les articles homonymes, voir Neuenahr.
Adolphe de Neuenahr, comte de Limbourg et de Meurs (en allemand : Adolf von Neuenahr, en néerlandais Adolf van Nieuwenaar), né vers 1545 et mort le 18 octobre 1589 à Arnhem, est un officier et homme d'État germano-néerlandais, qui a joué un rôle notable au cours de la guerre des Pays-Bas contre Philippe II.
Il a notamment été stathouder d'Overijssel, de Gueldre et d'Utrecht, provinces reconnaissant le gouvernement des États généraux des Pays-Bas pendant cette guerre.

## Origines familiales et mariage
Issu de la famille de Nieuwenaar (nl), il est le fils de Gumprecht II van Nieuwenaar-Alpen (nl), dont il a hérité en 1556, de Limbourg-sur-la-Lenne, Alpen, Helpenstein, château de Linnep (nl) à Ratingen et Hackenbroich.
En 1570, il épouse sa tante Walburge de Neuenahr, veuve de Philippe de Montmorency, comte de Horne (exécuté le 5 juin 1568 à Bruxelles en même temps que le comte d'Egmont), sœur du tuteur d'Adolphe, Herman de Nieuwenaer-Meurs (de), qui lui laisse le comté de Meurs à sa mort (décembre 1578).

## Carrière en Allemagne
Lors de la guerre de Cologne, il perd ses biens et ses terres en Allemagne et est contraint fuir aux Pays-Bas.

## Au service des États généraux des Pays-Bas (1584-1589)
En 1584, il est nommé stathouder de Gueldre, en remplacement de Guillaume IV de Berghes, rallié au camp de Philippe II. Lorsque le chef de la révolte des Gueux, Guillaume d'Orange, est assassiné (10 juillet 1584), Adolphe lui succède comme stathouder d'Overijssel, et un an plus tard comme stathouder d'Utrecht.
Le 23 juin 1585, il perd la bataille d'Amerongen (nl) contre Juan Baptista de Tassis (nl), mais remporte une victoire lors du siège d'IJsseloord (nl), pour laquelle les autorités de la ville d'Arnhem émettent en son honneur un médaillon en argent.
En 1589, il est tué dans l'explosion d'un canon, alors qu'il testait un nouvel équipement d'artillerie à Arnhem.

## Conséquences de sa mort
Le comté de Limbourg-sur-la-Lenne passe à sa demi-sœur Amélie de Neuenahr-Alpen, le comté de Meurs à sa femme Walburge.
Le comte Maurice de Nassau, fils de Guillaume d'Orange et stathouder de Hollande, de Zélande, reprend les stathoudérats d'Adolphe, ceux de Gueldre et Zutphen, d'Overijssel et d'Utrecht.
Adolphe de Neuenahr a de ce fait été le dernier stathouder de la république des Provinces-Unies n'appartenant pas à la maison de Nassau.

## Galerie

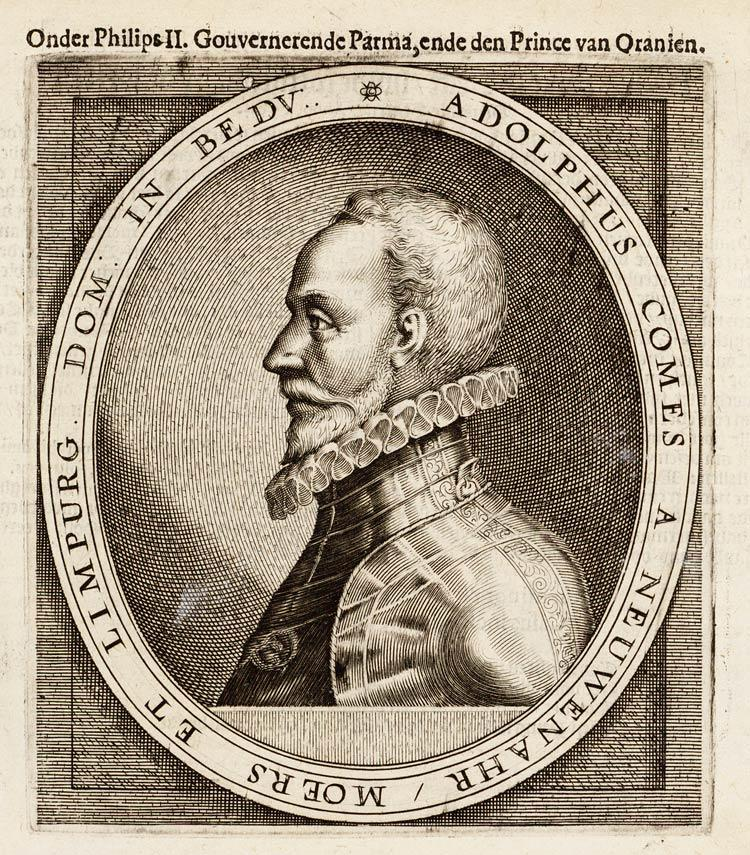
Comte Adolphe de Meurs (1554–1589).
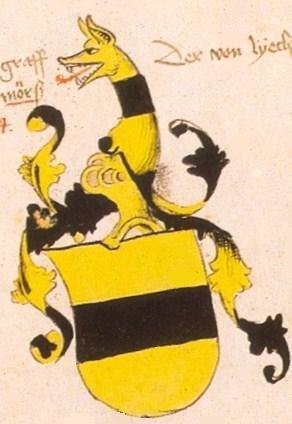
Blason de Meurs.